# Macropis nuda
Macropis nuda is een vliesvleugelig insect uit de familie Melittidae. De wetenschappelijke naam van de soort is voor het eerst geldig gepubliceerd in 1882 door Provancher.